# Выбор критиков (кинопремия, 2013)
18-я церемония премии «Выбор критиков» состоялась 10 января 2013 года в театре Санта-Монике, Калифорния. Ведущим церемонии был американский журналист и телеведущий Сэм Рубин. Номинанты были объявлены 11 декабря 2012.

## Победители и номинанты

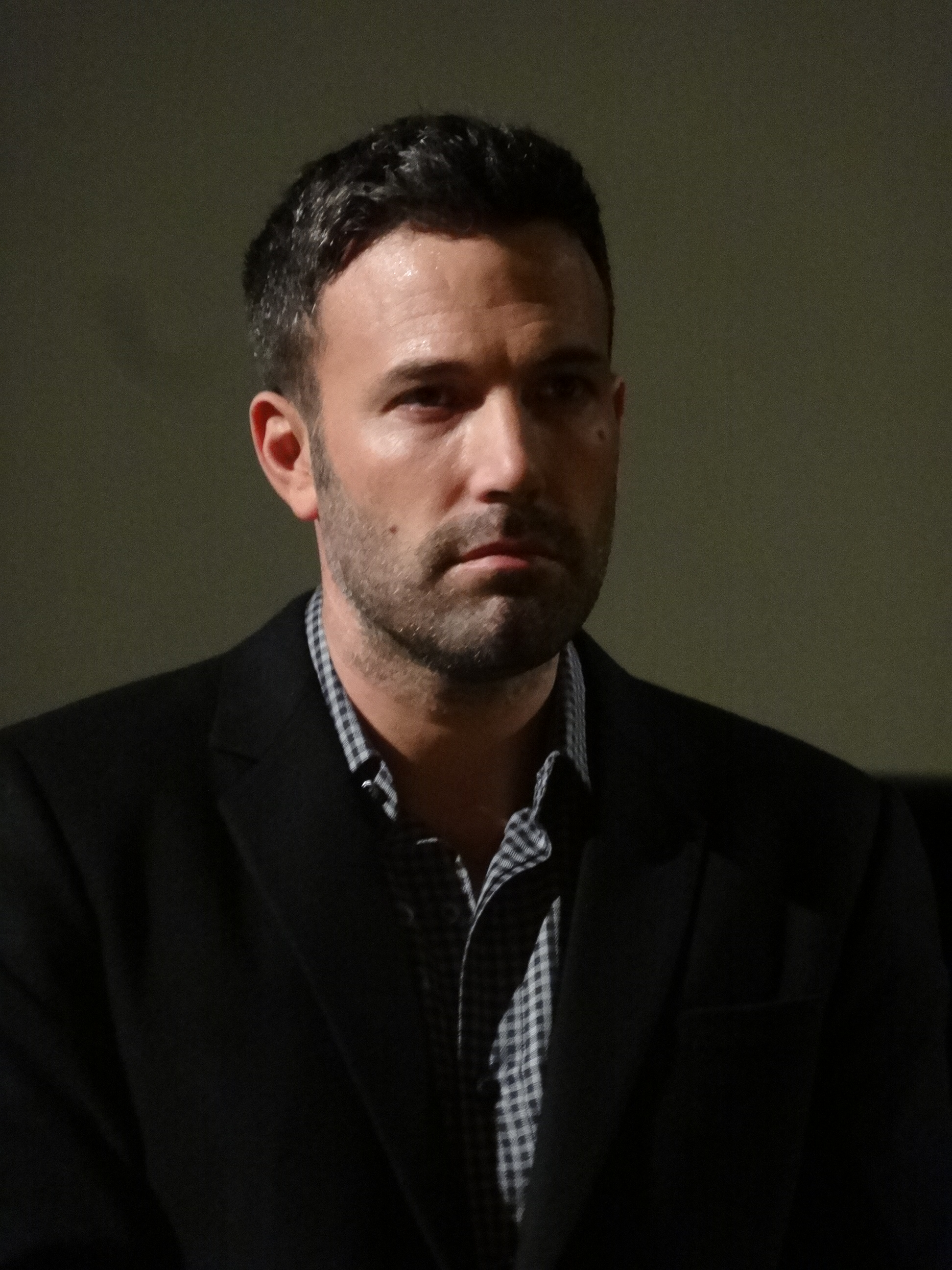
Бен Аффлек, лучший режиссёр

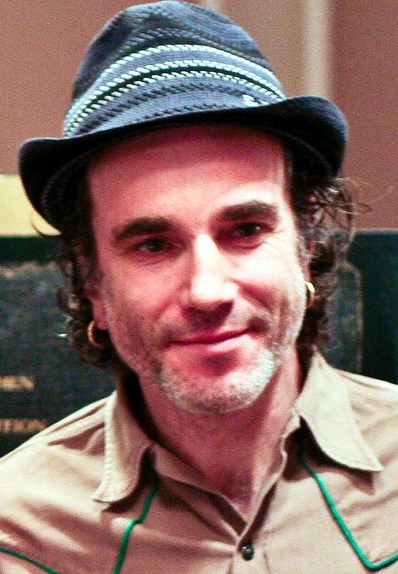
Дэниэл Дэй-Льюис, лучшая мужская роль

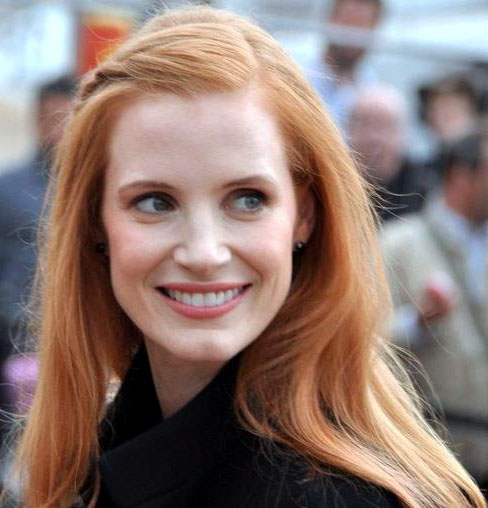
Джессика Честейн, лучшая женская роль

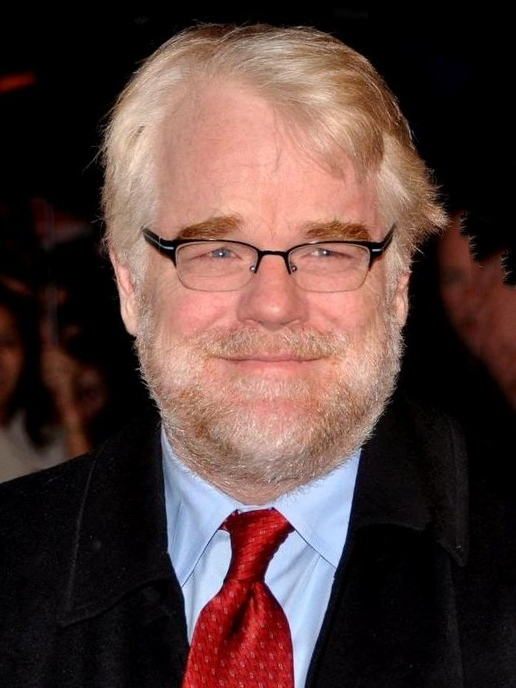
Филип Сеймур Хоффман, лучшая мужская роль второго плана

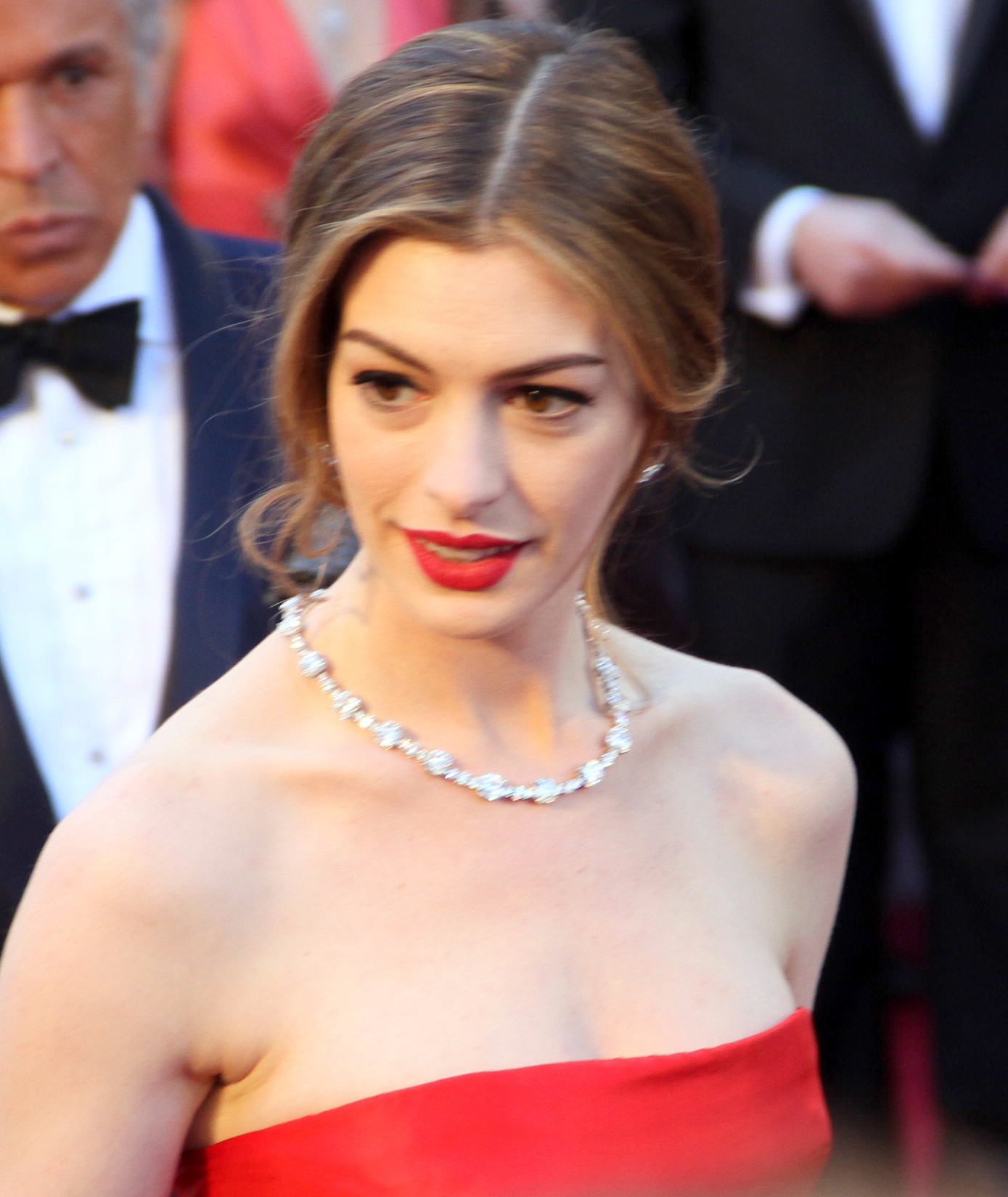
Энн Хэтэуэй, лучшая женская роль второго плана

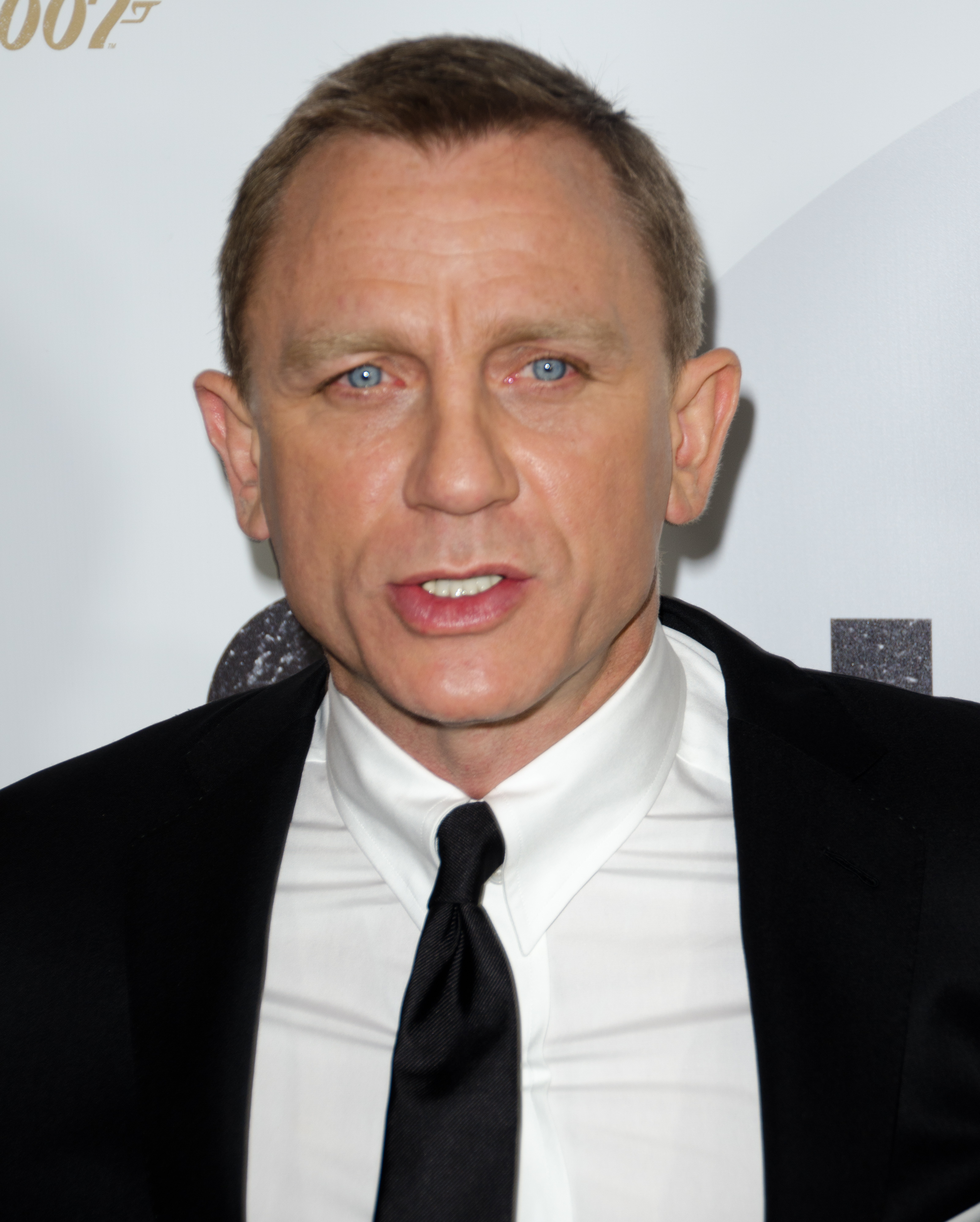
Дэниэл Крэйг, лучший актёр в экшн-фильме

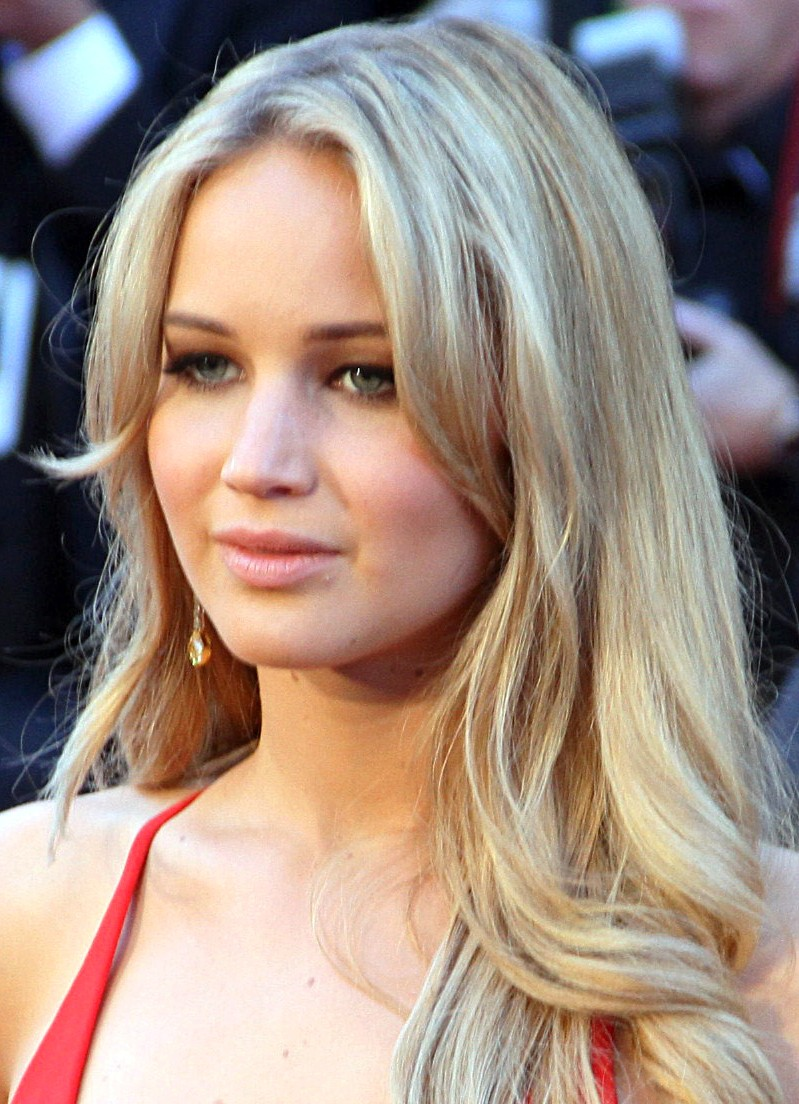
Дженнифер Лоуренс, лучшая актриса в экшн-фильме и в комедии

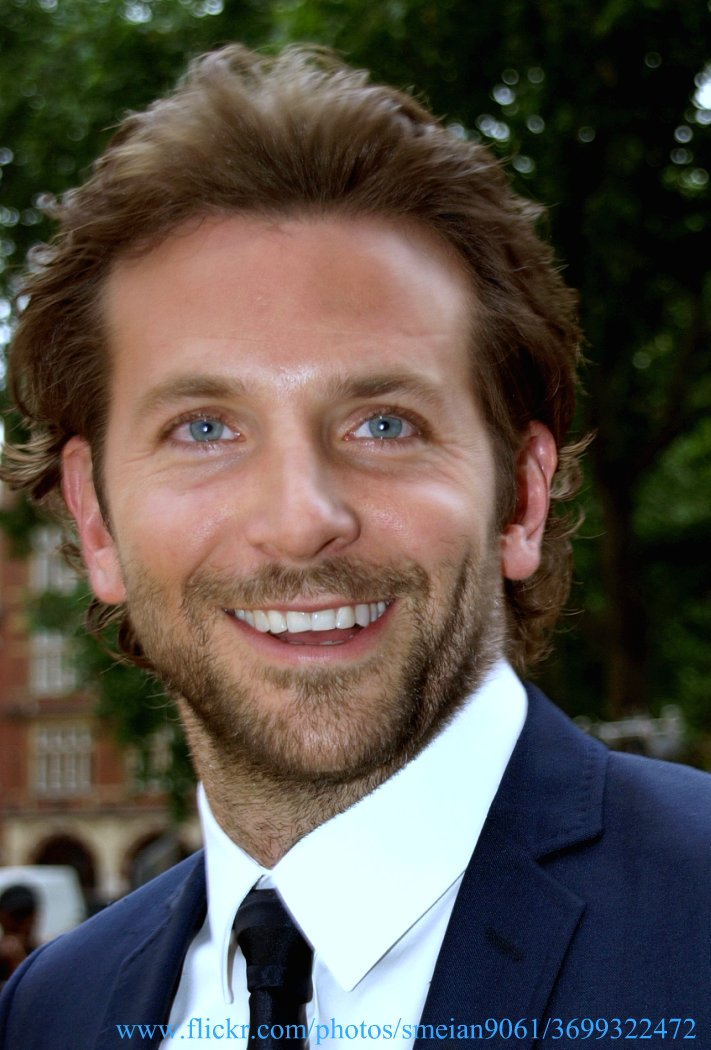
Брэдли Купер, лучший актёр в комедии

| ЛУЧШИЙ ФИЛЬМ Операция "Арго" - Джанго освобождённый - Жизнь Пи - Звери дикого Юга - Королевство полной луны - Линкольн - Мастер - Мой парень — псих - Отверженные - Цель номер один | ЛУЧШИЙ РЕЖИССЁР Бен Аффлек — «Операция "Арго"» - Кэтрин Бигелоу — «Цель номер один» - Энг Ли — «Жизнь Пи» - Дэвид О. Расселл — «Мой парень — псих» - Стивен Спилберг — «Линкольн» - Том Хупер — «Отверженные»                               |
| ЛУЧШАЯ МУЖСКАЯ РОЛЬ Дэниэл Дэй-Льюис — «Линкольн» - Дензел Вашингтон — «Экипаж» - Хью Джекман — «Отверженные» - Брэдли Купер — «Мой парень — псих» - Джон Хоукс — «Суррогат» - Хоакин Феникс — «Мастер» | ЛУЧШАЯ ЖЕНСКАЯ РОЛЬ Джессика Честейн — «Цель номер один» - Марион Котийяр — «Ржавчина и кость» - Дженнифер Лоуренс — «Мой парень — псих» - Эмманюэль Рива — «Любовь» - Куавенжане Уоллис — «Звери дикого Юга» - Наоми Уоттс — «Невозможное» |
| ЛУЧШАЯ МУЖСКАЯ РОЛЬ ВТОРОГО ПЛАНА Филип Сеймур Хоффман — «Мастер» - Алан Аркин — «Операция "Арго"» - Хавьер Бардем — «007: Координаты "Скайфолл"» - Томми Ли Джонс — «Линкольн» - Мэттью МакКонахи — «Супер Майк» - Роберт Де Ниро — «Мой парень — псих» | ЛУЧШАЯ ЖЕНСКАЯ РОЛЬ ВТОРОГО ПЛАНА Энн Хэтэуэй— «Отверженные» - Эми Адамс — «Мастер» - Энн Дауд — «Эксперимент "Повиновение"» - Джуди Денч — «007: Координаты "Скайфолл"» - Хелен Хант — «Суррогат» - Салли Филд — «Линкольн»                |
| ЛУЧШИЙ МОЛОДОЙ АРТИСТ Куавенжане Уоллис — «Звери дикого Юга» - Логан Лерман — «Хорошо быть тихоней» - Эль Фаннинг — «Бомба» - Том Холланд — «Невозможное» - Кара Хэйуорд — «Королевство полной луны» - Сурадж Шарма — «Жизнь Пи» | ЛУЧШИЙ АКТЁРСКИЙ АНСАМБЛЬ Мой парень — псих - Королевство полной луны - Линкольн - Операция "Арго" - Отверженные - Отель "Мэриголд": Лучший из экзотических                                                                                 |
| ЛУЧШИЙ ОРИГИНАЛЬНЫЙ СЦЕНАРИЙ Квентин Тарантино — «Джанго освобождённый» - Пол Томас Андерсон — «Мастер» - Уэс Андерсон и Роман Коппола — «Королевство полной луны» - Марк Боал — «Цель номер один» - Джон Гэйтинс — «Экипаж» - Райан Джонсон — «Петля времени» | ЛУЧШИЙ АДАПТИРОВАННЫЙ СЦЕНАРИЙ Тони Кушнер — «Линкольн» - Дэвид Мэги — «Жизнь Пи» - Дэвид О. Рассел — «Мой парень — псих» - Крис Террио — «Операция "Арго"» - Стивен Чбоски — «Хорошо быть тихоней»                                         |
| ЛУЧШИЙ АНИМАЦИОННЫЙ ФИЛЬМ Ральф - Ледниковый период 4: Континентальный дрейф - Мадагаскар 3 - Паранорман, или Как приручить зомби - Франкенвини - Храбрая сердцем - Хранители снов | ЛУЧШИЙ ЭКШН-ФИЛЬМ 007: Координаты "Скайфолл" - Мстители - Новый Человек-паук - Петля времени - Путешествие 2: Таинственный остров - Темный рыцарь: Возрождение легенды                                                                      |
| ЛУЧШИЙ АКТЁР В ЭКШН-ФИЛЬМЕ Дэниэл Крэйг — «007: Координаты "Скайфолл"» - Кристиан Бэйл — «Темный рыцарь: Возрождение легенды» - Джозеф Гордон-Левитт — «Петля времени» - Джейк Джилленхол — «Патруль» - Роберт Дауни мл. — «Мстители» | ЛУЧШАЯ АКТРИСА В ЭКШН-ФИЛЬМЕ Дженнифер Лоуренс — «Голодные игры» - Эмили Блант — «Петля времени» - Джуди Денч — «007: Координаты "Скайфолл"» - Джина Карано — «Нокаут» - Энн Хэтэуэй — «Темный рыцарь: Возрождение легенды»                 |
| ЛУЧШИЙ НАУЧНО-ФАНТАСТИЧЕСКИЙ ФИЛЬМ ИЛИ ХОРРОР Петля времени - Прометей - Хижина в лесу | ЛУЧШАЯ КОМЕДИЯ Мой парень — псих - Берни - Любовь по-взрослому - Мачо и ботан - Третий лишний |
| ЛУЧШИЙ АКТЁР В КОМЕДИИ Брэдли Купер — «Мой парень — псих» - Джек Блэк — «Берни» - Пол Радд — «Любовь по-взрослому» - Ченнинг Татум — «Мачо и ботан» - Марк Уолберг — «Третий лишний» | ЛУЧШАЯ АКТРИСА В КОМЕДИИ Дженнифер Лоуренс — «Мой парень — псих» - Мила Кунис — «Третий лишний» - Лесли Манн — «Любовь по-взрослому» - Ширли Маклейн — «Берни» - Ребел Уилсон — «Идеальный голос»                                           |
| ЛУЧШИЙ ФИЛЬМ НА ИНОСТРАННОМ ЯЗЫКЕ Любовь (Amour) • Франция - 1+1 (Intouchables) • Франция - Королевский роман (En kongelig affære) • Дания - Ржавчина и кость (De rouille et d'os) • Франция | ЛУЧШИЙ ДОКУМЕНТАЛЬНЫЙ ФИЛЬМ В поисках Сахарного Человека - Запад Мемфиса - Королева Версаля - Проект «Задира» - Пятеро из Центрального парка - Самозванец                                                                                   |
| ЛУЧШАЯ РАБОТА ХУДОЖНИКА-ПОСТАНОВЩИКА Сара Гринвуд (постановщик) и Кэти Спенсер (декоратор) — «Анна Каренина» - Дэвид Гропмэн (постановщик) и Анна Пиннок (декоратор) — «Жизнь Пи» - Рик Картер (постановщик) и Джим Эриксон (декоратор) — «Линкольн» - Ив Стюарт (постановщик) и Анна Линч-Робинсон (декоратор) — «Отверженные» - Дэн Хенна (постановщик), Ра Винсент и Саймон Брайт (декораторы) — «Хоббит: Нежданное путешествие» | ЛУЧШАЯ ОПЕРАТОРСКАЯ РАБОТА Клаудио Миранда — «Жизнь Пи» - Роджер Дикинс — «007: Координаты "Скайфолл"» - Януш Камински — «Линкольн» - Дэнни Коэн — «Отверженные» - Михай Малаймер мл. — «Мастер»                                            |
| ЛУЧШИЙ ДИЗАЙН КОСТЮМОВ Жаклин Дюрран — «Анна Каренина» - Пако Дельгадо — «Отверженные» - Джоанна Джонстон — «Линкольн» - Ким Барретт и Пьер-Ив Геро — «Облачный атлас» - Энн Мэскри, Боб Бак и Ричард Тейлор — «Хоббит: Нежданное путешествие» | ЛУЧШИЙ МОНТАЖ Дилан Тиченор и Уильям Голденберг — «Цель номер один» - Уильям Голденберг — «Операция "Арго"» - Тим Скуайрес — «Жизнь Пи» - Майкл Кан — «Линкольн» - Крис Дикенс, Мелани Оливер — «Отверженные»                               |
| ЛУЧШИЙ ГРИМ И ПРИЧЁСКИ Облачный атлас - Линкольн - Отверженные - Хоббит: Нежданное путешествие | ЛУЧШИЕ ВИЗУАЛЬНЫЕ ЭФФЕКТЫ Жизнь Пи - Мстители - Облачный атлас - Темный рыцарь: Возрождение легенды - Хоббит: Нежданное путешествие |
| ЛУЧШАЯ МУЗЫКА К ФИЛЬМУ Джон Уильямс — «Линкольн» - Александр Деспла — «Королевство полной луны» - Александр Деспла — «Операция "Арго"» - Майкл Дэнна — «Жизнь Пи» - Джонни Гринвуд — «Мастер» | ЛУЧШАЯ ПЕСНЯ К ФИЛЬМУ Skyfall — «007: Координаты "Скайфолл"» - For You — «Закон доблести» - Learn Me Right — «Храбрая сердцем» - Suddenly — «Отверженные» - Still Alive — «Пол Уильямс все ещё жив»                                         |

### Специальный зрительский приз - Лучшая кинофраншиза
Властелин колец

### Специальная награда
Джадд Апатоу

## Список лауреатов и номинаций
| Номинации | Фильм                              |
| --------- | ---------------------------------- |
| 13        | Линкольн                           |
| 11        | Отверженные                        |
| 10        | Мой парень — псих                  |
| 9         | Жизнь Пи                           |
| 7         | 007: Координаты "Скайфолл"         |
| 7         | Мастер                             |
| 7         | Операция "Арго"                    |
| 5         | Королевство полной луны            |
| 5         | Петля времени                      |
| 5         | Цель номер один                    |
| 4         | Темный рыцарь: Возрождение легенды |
| 4         | Хоббит: Нежданное путешествие      |
| 3         | Берни                              |
| 3         | Звери дикого Юга                   |
| 3         | Любовь по-взрослому                |
| 3         | Мстители                           |
| 3         | Облачный атлас                     |
| 3         | Третий лишний                      |
| 2         | Анна Каренина                      |
| 2         | Джанго освобождённый               |
| 2         | Любовь                             |
| 2         | Мачо и ботан                       |
| 2         | Невозможное                        |
| 2         | Ржавчина и кость                   |
| 2         | Суррогат                           |
| 2         | Хорошо быть тихоней                |
| 2         | Храбрая сердцем                    |
| 2         | Экипаж                             |

| Награды | Фильм                      |
| ------- | -------------------------- |
| 4       | Мой парень — псих          |
| 3       | 007: Координаты "Скайфолл" |
| 3       | Линкольн                   |
| 2       | Анна Каренина              |
| 2       | Жизнь Пи                   |
| 2       | Операция "Арго"            |
| 2       | Цель номер один            |